# 시너
시너(영어: paint thinner)는 유성물감을 희석시키고 또 사용이 끝난 물감을 닦아내는 용도로 사용되는 용매이다. 시너로 사용되는 인화성 물질은 백유, 아세톤, 테레빈유, 나프타, 톨루엔, 메틸에틸케톤, 디메틸포름아미드 등이 있다.
시너를 함유한 페인트나 그 청소로 인해 생성된 증기에 노출되면 위험할 수 있다. 미국 산업위생사협회(American Conference of Governmental Industrial Hygienists)는 대부분의 이러한 화합물에 대해 한계 한계값(TLV)을 설정했다. TLV는 정상적인 사람(예: 어린이, 임산부 등 제외)이 주당 40시간(일반적인 미국 근무 주 기간) 동안 매일 하루 동안 호흡할 수 있는 공기 중 최대 농도로 정의된다. 장기적인 부작용 없이 직장생활을 할 수 있다.
저개발국의 근로자들은 일반적으로 이러한 화학물질에 훨씬 더 많이 노출되어 결과적으로 건강에 해를 끼치는 경험을 한다.

## 같이 보기
- 층밀림 두꺼워지기(shear thickening)
- 증점제(thickening agent)
- 층밀림 얇아지기(shear thinning)